# 喜飆速
喜飆速（日語：アドマイヤデイトナ），是日本現役純種競賽馬匹。目前主要勝利有2025年阿聯酋打吡。

## 出賽前
2022年3月17日出生於北海道安平町北部牧場，成長途中於拍賣會上被馬主近藤旬子以7260萬日圓購入。
其後交由美浦訓練中心練馬師加藤征弘訓練。

## 競賽生涯

### 2歲
2024年10月6日出戰東京競馬場2歲新馬戰，比賽初段留守在中團位置等待時機，但於直路上未能展現完全的加速姿態下以第四落敗。
3星期後出戰2歲未勝利戰，繼續採用居中戰術下在彎道處稍微後退向外取位，於直路上奮力加速上前迫近對手，但仍然被領放馬Alles Gut拉開1 3/4馬位落敗。
其後再度挑戰2歲未勝利戰，本次比賽改用先行戰術在第四的位置推進，在彎道逐步上前取位下在末段經已透出。進入直路後，其在內欄位置突圍而出一度取得領先，但最終仍然被外檔上前的Luxor Cafe超越以鼻位憾負。

### 3歲
2025年2月8日出戰3歲未勝利戰，比賽初段在順利出閘之下跟隨Hakusan Miracle前進，在直路順利加速之下成功瞬間透出，最終繼續維持走勢下拋離後方的對手，以4馬位優勢贏得首勝。
2星期後隨即以表列賽風信子錦標作為目標，由於出閘稍慢以選擇在中團靠後的位置等待時機，在直路上抽出大外檔不斷加速迫近，但最終仍然未能扭轉局面以第四落敗。
4月決定遠征阿聯酋出戰阿聯酋打吡，比賽初段順利出閘後緊守內欄先頭位置，在通過彎道後透出展開領放，受到外側厲風的緊迫之下仍然可以維持自身節奏。進入直路後，其仍然在內欄位置展開衝刺以求保持走勢，最終緊咬之下成功阻止榮譽心的攻勢，以鼻位壓贏對手贏得首個分級賽冠軍，同時亦為日本代表帶來此賽事的四連霸。
其後轉戰美國出戰肯塔基打吡，在先頭位置展開推進下於直路開始失速，最終沉底下以第十九大敗。

### 詳細賽績
| 日期       | 舉辦國家 | 馬場     | 距離   | 級別 | 賽事名稱   | 負重 | 騎師     | 馬號 | 出馬 | 名次 | 時間     | 頭馬（二馬）       |
| ---------- | -------- | -------- | ------ | ---- | ---------- | ---- | -------- | ---- | ---- | ---- | -------- | ------------------ |
| 6/10/2024  | 日本     | 東京     | 泥1600 |      | 2歲新馬    | 56   | 戶崎圭太 | 9    | 16   | 4    | 1:37.4   | Malibu Orange      |
| 26/10/2024 | 日本     | 東京     | 泥1600 |      | 2歲未勝利  | 56   | 李慕華   | 10   | 16   | 2    | 1:38.9   | Alles Gut          |
| 13/11/2024 | 日本     | 東京     | 泥1600 |      | 2歲未勝利  | 56   | 李慕華   | 16   | 16   | 2    | 1:35.8   | Luxor Cafe         |
| 8/2/2025   | 日本     | 東京     | 泥1600 |      | 3歲未勝利  | 57   | 李慕華   | 13   | 16   | 1    | 1:39.0   | （Satomino Angel） |
| 23/2/2025  | 日本     | 東京     | 泥1600 | L    | 風信子錦標 | 57   | 鮫島克駿 | 8    | 10   | 4    | 1:38.2   | Luxor Cafe         |
| 5/4/2025   | 阿聯酋   | 美丹     | 泥1900 | GII  | 阿聯酋打吡 | 57   | 李慕華   | 3    | 9    | 1    | 1:59:1   | （榮譽心）         |
| 3/5/2025   | 美國     | 邱吉爾園 | 泥2000 | GI   | 肯塔基打吡 | 57   | 李慕華   | 6    | 19   | 19   | 記錄缺失 | Sovereignty        |

## 血統簡介
父系澤芳為美國賽駒，生涯戰績優秀，曾勝出育馬者盃短途大賽、帝皇主教錦標及領先錦標三項一級賽。祖父建築大師亦是美國賽駒，生涯戰績彪炳，曾奪得包括雅靈頓百萬金大賽、鬥士錦標及沙德韋爾草地一哩錦標等七項一級賽的優勝。
母系Ice Pastel為美國生產的日本賽駒，生涯四戰全敗。外祖父Shackleford為美國馬匹，曾勝出必利時錦標、大都會讓賽及克拉克讓賽三項一級賽。

### 血統表
| 父線：雷貓系（雷鳥系）               |                             |                 |                 |
| 種馬 澤芳 2013年（棗色）             | 建築大師 2005年棗色         | Tale of the Cat | 雷貓            |
| 種馬 澤芳 2013年（棗色）             | 建築大師 2005年棗色         | Tale of the Cat | Yarn            |
| 種馬 澤芳 2013年（棗色）             | 建築大師 2005年棗色         | Chipeta Springs | 雅力達          |
| 種馬 澤芳 2013年（棗色）             | 建築大師 2005年棗色         | Chipeta Springs | Salt Spring     |
| 種馬 澤芳 2013年（棗色）             | Elitmaas 2007年（棗色）     | Ghostzapper     | 再度驚喜        |
| 種馬 澤芳 2013年（棗色）             | Elitmaas 2007年（棗色）     | Ghostzapper     | Baby Zip        |
| 種馬 澤芳 2013年（棗色）             | Elitmaas 2007年（棗色）     | Najecam         | Trempolino      |
| 種馬 澤芳 2013年（棗色）             | Elitmaas 2007年（棗色）     | Najecam         | Sue Warner      |
| 繁殖雌馬 Ice Pastel 2014年           | Shackleford 2008年（棗色）  | Forestry        | 雷貓            |
| 繁殖雌馬 Ice Pastel 2014年           | Shackleford 2008年（棗色）  | Forestry        | Shared Interest |
| 繁殖雌馬 Ice Pastel 2014年           | Shackleford 2008年（棗色）  | Oatsee          | Unbridled       |
| 繁殖雌馬 Ice Pastel 2014年           | Shackleford 2008年（棗色）  | Oatsee          | With Every Wish |
| 繁殖雌馬 Ice Pastel 2014年           | Million Gift 1998年（棗色） | 週日寧靜        | Halo            |
| 繁殖雌馬 Ice Pastel 2014年           | Million Gift 1998年（棗色） | 週日寧靜        | Wishing Well    |
| 繁殖雌馬 Ice Pastel 2014年           | Million Gift 1998年（棗色） | Maplejinsky     | 尼真斯基        |
| 繁殖雌馬 Ice Pastel 2014年           | Million Gift 1998年（棗色） | Maplejinsky     | Gold Beauty     |
| 雌系：號族：1-g                      |                             |                 |                 |
| 五代內近親交配：雷貓 4×4、淘金者 5×5 |                             |                 |                 |

## 命名由來
名字中，Admire（アドマイヤ）為馬主近藤旬子的冠名，帶有仰慕、讚賞、尊重等意思，香港以「喜」作為翻譯；Daytona（デイトナ）則出自美國佛羅里達州沃盧西亞縣地通拿海灘之名字，香港則取城市內著名的多功能賽車跑道地通拿國際賽道加以聯想，翻譯為「飆速」。

## 外部連結
- 喜飆速 netkeiba.com
- 血統表